# Pero arciogona
Pero arciogona är en fjärilsart som beskrevs av Louis Beethoven Prout 1933. Pero arciogona ingår i släktet Pero och familjen mätare. Inga underarter finns listade i Catalogue of Life.